# Impatiens huangyanensis
Impatiens huangyanensis är en balsaminväxtart. Impatiens huangyanensis ingår i släktet balsaminer, och familjen balsaminväxter.

## Underarter
Arten delas in i följande underarter:
- I. h. attenuata
- I. h. huangyanensis